# Chenopodium acerifolium
Chenopodium acerifolium là loài thực vật có hoa thuộc họ Dền. Loài này được Andrz. mô tả khoa học đầu tiên năm 1862.